# Чејс Џексон
Чејс Фостер Џексон ((енгл. Chase Foster Jackson), девојачко Или (енгл. Ealey); Спрингфилд (Илиноис), 20. јул 1994.) је америчка атлетичарка, рекордерка Сједињених Америчких Држава у бацању кугле са даљином од 20.76 метара. Освојила је златне медаље на Светским првенствима 2022. и 2023.

## Одрастње
Чејсини родитељи Чак Или и Мишел Нарањо су се упознали док је Чак био стациониран у америчкој војсци на полигону у Новом Мексику. Породица се преселила у Ривертон, где је Чејс живела прве године свог живота. Њени родитељи су се развели када је Чејс имала 3 године, када се преселила са мајком у Лос Аламос.

## Каријера
Чејс Или је похађала Универзитет Оклахома Стејт где је била успешна у атлетским такмичењима.
Након што се 2024. Чејс Или удала за Мича Џексона почела је да се такмичи као Чејс Џексон. Џексон се такмичила на Олимпијским играма 2024. у Паризу, али се није квалификовала за финале.

## Међународна такмичења
Сви резултати су преузети са профила Чејс Џексон на сајту Светске Атлетике.
| Година | Такмичење                   | Место                         | Позиција | Дисциплина   | Резултат | Белешка              |
| ------ | --------------------------- | ----------------------------- | -------- | ------------ | -------- | -------------------- |
| 2019   | Светско првенство           | Доха, Катар                   | 7.       | Бацање кугле | 18.82 м  |                      |
| 2022   | Светско првенство у дворани | Београд, Србија               | 2.       | Бацање кугле | 20.21 м  | Рекорд САД у дворани |
| 2022   | Светско првенство           | Јуџин, САД                    | 1.       | Бацање кугле | 20.49 м  |                      |
| 2023   | Светско првенство           | Будимпешта, Мађарска          | 1.       | Бацање кугле | 20.43 м  |                      |
| 2024   | Светско првенство у дворани | Глазгов, Уједињено Краљевство | 3.       | Бацање кугле | 19.67 м  |                      |
| 2024   | Олимпијске игре             | Париз, Француска              | 17.      | Бацање кугле | 17.60 м  |                      |
| 2025   | Светско првенство у дворани | Нанкинг, Кина                 | 3.       | Бацање кугле | 20.06 м  |                      |